# Тюрюшлинська сільська рада
Тюрюшли́нська сільська рада (рос. Тюрюшлинский сельский совет) — муніципальне утворення у складі Стерлітамацького району Башкортостану, Росія. Адміністративний центр — село Тюрюшля.

## Населення
Населення — 1362 особи (2019, 1502 в 2010, 1615 в 2002).

## Склад
До складу поселення входять такі населені пункти:
| Населений пункт           | Населення, осіб (2002) | Населення, осіб (2010) |
| ------------------------- | ---------------------- | ---------------------- |
| Золотоношка, присілок     | 623                    | 563                    |
| Покровка-Озерки, присілок | 25                     | 22                     |
| Тюрюшля, село             | 967                    | 917                    |